# هومبيرتو كوري
هومبيرتو كوري (بالإسبانية: Humberto Curi)‏ (10 يونيو 1905 – أغسطس 1981) هو ملاكم أرجنتيني راحل، مثّل بلاده في الألعاب الأولمبية الصيفية 1928.

## روابط خارجية
هومبيرتو كوري على موقع بوكس ريك (الإنجليزية) (registration required)
- هومبيرتو كوري على موقع أوليمبيديا (الإنجليزية)